# (189795) McGehee
(189795) McGehee est un astéroïde de la ceinture principale.

## Description
(189795) McGehee est un astéroïde de la ceinture principale. Il fut découvert le 5 mars 2002 à l'observatoire d'Apache Point par le programme Sloan Digital Sky Survey. Il présente une orbite caractérisée par un demi-grand axe de 2,75 UA, une excentricité de 0,06 et une inclinaison de 6,5° par rapport à l'écliptique.

## Compléments